# Quận Barber, Kansas
Quận Barber là một quận thuộc tiểu bang Kansas, Hoa Kỳ.
Quận này được đặt tên theo Thomas W. Barber. Theo điều tra dân số của Cục điều tra dân số Hoa Kỳ năm 2000, quận có dân số 5307 người. Quận lỵ đóng ở Medicine Lodge.6